# Gabrielle de Paban
Gabrielle Paban, connue sous le nom de plume de Gabrielle Radegonde ou Aldegonde Perenna, née le 22 février 1793 à Lyon et morte le 13 janvier 1881 dans le 14e arrondissement de Paris, est une écrivaine française.

## Biographie

### Famille
Gabrielle Paban naît à Lyon le 22 février 1793.
Son père, connu sous le nom de Paban, est comédien au Théâtre de Lyon, dit Grand-Théâtre de Soufflot. Ils collaborent ensemble sur plusieurs ouvrages d'après Quérard.
Sa sœur, Clotilde Marie Paban, publie des ouvrages sous le pseudonyme Marie d'Heures.

### Carrière
Gabrielle Paban publie sous les pseudonymes : Gabrielle de P ***, Aldegonde (ou Gabrielle, Gabrielle-Radegonde) Perenna.
Elle est connue pour son ouvrage Le nègre et la créole, ou mémoires d'Eulalie D***, publié en 1825. Elle raconte l'histoire d'une fille de colons français sauvée des massacres de août 1791 à Saint-Domingue, élevée par une famille béninoise en Guinée et qui voyage sans plus trouver sa place nulle part. L'ouvrage est considéré comme le premier roman français à décrire la vie africaine et en particulier le monde créole des Antilles.

### Attribution deHistoire des fantômes et des démons
Bien que Gabrielle Paban est écrit plusieurs ouvrages de fantômes et de démonologie, la parenté de son ouvrage Histoire des fantômes et des démons est discutée. Certains pensent qu'il pourrait être l'œuvre de son beau-frère polygraphe Jacques Collin de Plancy qui avait déjà écrit le Dictionnaire infernal à succès et écrivait parfois sous le pseudonyme de Gabriel de Paban.

## Œuvres
- Les Soirées de la jeune Lodoïska, ou Récréations anecdotiques et morales des jeunes demoiselles, 1819
- Histoire des fantômes et des démons qui se sont montrés parmi les hommes, ou, Choix d'anecdotes et de contes, Paris, Locard et Davi, 1819 (lire sur Wikisource)[6]
- Les amis de collège, ou Quinze jours de vacances : recueil choisi d'historiettes propres à intéresser la jeunesse en l'amusant, Locard et Davi, Blanchard, 1819
- L’Art de dire la bonne aventure dans la main…, Paris, 1819
- Année des dames, ou Petite biographie des femmes célèbres pour tous les jours de l'année, 2 vol., Crevot, 1820 t. 1 sur Gallica t. 2 sur Gallica
- Biographie des enfants célèbres ou Histoire abrégée de tous les personnages qui se sont illustrés avant l'âge de vingt ans, chez tous les peuples du monde, 1820
- Calendrier des Dames, ou les Saintes et Femmes célèbres pour chaque jour de l'année, Crevot, 1820
- Démoniana ou Nouveau choix d’anecdotes surprenantes... de Nouvelles prodigieuses, d’Aventures bizarres, sur les Revenans, les Spectres, les Fantômes, les Démons, les Loups-Garous, les Visions, etc., etc., Paris, Locard et Davi, 1820 (lire sur Wikisource)
- Almanach des femmes célèbres par leurs talents, leur courage, ou leurs vertus, 1823
- Le Nègre et la Créole ou mémoires d'Eulalie D***, 1825, édition de Marshall C. Olds, L'Harmattan, 2008[7],[8],[9]
- Les amis de collège, ou Quinze jours de vacances, recueil choisi d’historiettes propres à intéresser la jeunesse en l’amusant, 1835